# Geister-Schocker
Geister-Schocker ist eine deutsche Hörspielserie. Produziert wird die Serie von verschiedenen Produzenten (u. a. Stein/Hardt und Allscore, sowie in den Anfängen WinterZeit) im Auftrag von Romantruhe Audio. Inhaltlich erzählen die abgeschlossenen Episoden Geschichten aus den Genres Horror und Science-Fiction.

## Hintergrund

### Geschichte
Die Geister-Schocker stehen in der Tradition des B-Movie-, Trash- und Pulp-Genres. Viele der Geschichten, die als Grundlage der Hörspiele dienen, erschienen in den 1970er Jahren in der Serie Gespenster-Krimi und wurden von bekannten Genreautoren wie Jason Dark, A. F. Morland, Earl Warren und Wolfgang Hohlbein verfasst.
Im Herbst 2009 übernahm WinterZeit die Produktion der Geister-Schocker. Seit Folge 4 betreute Markus Winter die Serie bereits als Lektor, ab Folge 6 schrieb er auch die Dialogbücher auf Basis der Vorlagen. Damit einher ging eine Runderneuerung des kompletten Erscheinungsbilds der Serie. Ab 2012 wurden die Geschichten zunehmend auch von anderen Produzenten umgesetzt, darunter Gerd Naumann und Tom Steinbrecher.
Seit 2011 wird die Hörspielserie um den Dämonenjäger Malcolm Max innerhalb der Serie Geister-Schocker fortgesetzt. Die ersten beiden Folgen wurden ursprünglich für die Neuauflage des Comics Gespenster Geschichten produziert und lagen diesem bei.
Im Juli 2012 wurde bekanntgegeben, dass zukünftig innerhalb der Reihe Geister-Schocker Hörspiele zur Romanserie Alan Demore – Ritter des Lichts von Benjamin Cook erscheinen werden. Tatsächlich erschien das erste Hörspiel um Alan Demore am 11. Januar 2013 als Folge 35 mit dem Titel Untot. Alan Demore wird darin von Jens Wendland gesprochen.
Seit März 2013 erscheinen neue Folgen der bisher eigenständigen Serie Christoph Schwarz – Detektiv des Übersinnlichen innerhalb der Reihe Geister-Schocker.

## Folgenindex

### Reguläre Folgen
| 0 | Gefangen in der Geisterwelt       | Thomas Tippner      | 2014 |                   | Originalhörspiel                                                                        |
| 1 | Bei Vollmond holt dich der Vampir | Jason Dark          | 2009 | del Nido          |                                                                                         |
| 2 | Spuk im Klippenhaus               | Thomas Tippner      | 2009 | Uğurcan Yüce      | Originalhörspiel                                                                        |
| 3 | Ihr Mann, der Zombie              | Jason Dark          | 2009 | Uğurcan Yüce      |                                                                                         |
| 4 | Der Hexenjäger                    | A. F. Morland       | 2009 | Uğurcan Yüce      |                                                                                         |
| 5 | Highway zur Hölle                 | Earl Warren         | 2010 | Uğurcan Yüce      |                                                                                         |
| 6 | Der Satansorden von Chalderon     | Earl Warren         | 2010 | Uğurcan Yüce      |                                                                                         |
| 7 | Die Bestien aus dem Todesmoor     | A. F. Morland       | 2010 | Vicente Ballestar |                                                                                         |
| 8 | See des Grauens                   | Earl Warren         | 2010 | Uğurcan Yüce      |                                                                                         |
| 9 | Der Höllengraf                    | A. F. Morland       | 2010 | Uğurcan Yüce      |                                                                                         |
| 10 | Der magische Schrumpfkopf         | Earl Warren         | 2010 | J. M. Fabre       |                                                                                         |
| 11 | Die Karten des Blutes             | Markus Winter       | 2010 | Pujolar           | Originalhörspiel                                                                        |
| 12 | Armee des Todes                   | Earl Warren         | 2010 | Pujolar           |                                                                                         |
| 13 | Kreuzfahrt in die Hölle           | Wolfgang Hohlbein   | 2010 | Uğurcan Yüce      |                                                                                         |
| 14 | Im Würgegriff des Zyklopen        | A. F. Morland       | 2011 | Pujolar           |                                                                                         |
| 15 | Tod in Paris                      | Peter Mennigen      | 2011 | Adrian Keindorf   | Doppel-CD, enthält das Hörspiel Im Banne der Untoten – 2012 als Einzel-CD erschienen    |
| 16 | Ein Toter kehrt zurück            | Bob Collins         | 2011 | Uğurcan Yüce      |                                                                                         |
| 17 | Der achtbeinige Tod               | Wolfgang Hohlbein   | 2011 | Pujolar           |                                                                                         |
| 18 | Die Geliebte der Bestie           | Markus Winter       | 2011 | Pujolar           | Originalhörspiel                                                                        |
| 19 | Der Götze vom anderen Stern       | Earl Warren         | 2011 | Uğurcan Yüce      |                                                                                         |
| 20 | Der Schattenspiegel               | Markus Winter       | 2011 | Uğurcan Yüce      | Originalhörspiel                                                                        |
| 21 | Besucher aus dem Jenseits         | Bob Collins         | 2011 | Maren             |                                                                                         |
| 22 | Das Grauen aus dem Eis            | Markus Winter       | 2011 |                   | Originalhörspiel                                                                        |
| 23 | Die Sumpfhexe                     | Earl Warren         | 2011 |                   |                                                                                         |
| 24 | Das Teufelstestament              | Bob Collins         | 2012 |                   |                                                                                         |
| 25 | Der Horrorgarten des Samurais     | Earl Warren         | 2012 |                   |                                                                                         |
| 26 | Venedig sehen und sterben         | Peter Mennigen      | 2012 |                   | Doppel-CD, enthält das Hörspiel Blutnächte in Whitechapel                               |
| 27 | Die Stunde des Henkers            | A. F. Morland       | 2012 |                   |                                                                                         |
| 28 | 100 Stufen zur Verdammnis         | Bob Collins         | 2012 |                   |                                                                                         |
| 29 | Im Höllensumpf der Kannibalen     | Peter Mennigen      | 2012 |                   | Doppel-CD, enthält das Hörbuch Das Ultimatum                                            |
| 30 | Die Rückkehr der Mumie            | Bob Collins         | 2012 |                   |                                                                                         |
| 31 | Die Nacht des Teufels             | Frederic Sinclair   | 2012 |                   | Originalhörspiel                                                                        |
| 32 | Dorf der Besessenen               | Frank Morton        | 2012 |                   | Originalhörspiel                                                                        |
| 33 | Das Höllenfeuer                   | Bob Collins         | 2012 |                   |                                                                                         |
| 34 | Der Fluch von Alcatraz            | Frederic Sinclair   | 2012 |                   | Originalhörspiele                                                                       |
| 35 | Untot                             | Benjamin Cook       | 2013 |                   |                                                                                         |
| 36 | Der Botschafter des Todes         | Bob Collins         | 2013 |                   |                                                                                         |
| 37 | Das Tor zum Jenseits              | Bob Collins         | 2013 |                   |                                                                                         |
| 38 | Schatz der Verfluchten            | G. Arentzen         | 2013 |                   |                                                                                         |
| 39 | Der Mörder aus dem Zwischenreich  | G. Arentzen         | 2013 |                   |                                                                                         |
| 40 | Totengeflüster                    | Peter Mennigen      | 2013 |                   | Doppel-CD, enthält das Hörbuch Die Kammer                                               |
| 41 | Das Monster aus dem Jenseits      | Brett Simmons       | 2013 |                   | Originalhörspiel                                                                        |
| 42 | Die Vampirlady                    | Earl Warren         | 2013 |                   |                                                                                         |
| 43 | Griff aus dem Dunkel              | Earl Warren         | 2013 |                   |                                                                                         |
| 44 | Der Geist vom Kölner Dom          | G. Arentzen         | 2013 |                   | Doppel-CD, enthält das Hörbuch Die Bestie vom Bienwald, gelesen von Karen Schulz-Vobach |
| 45 | Stimmen aus dem Jenseits          | Andreas Masuth      | 2013 |                   | Originalhörspiel                                                                        |
| 46 | Die Schleier der Nacht            | Frederic Sinclair   | 2014 |                   | Originalhörspiel                                                                        |
| 47 | Der Zirkel des Todes              | G. Arentzen         | 2014 | Uğurcan Yüce      |                                                                                         |
| 48 | Der Tyrann aus der Tiefe          | Andreas Masuth      | 2014 |                   | Originalhörspiel                                                                        |
| 49 | Piratenrache                      | Earl Warren         | 2014 |                   |                                                                                         |
| 50 | Grabeskälte                       | Andreas Masuth      | 2014 | Ertugrul Edirne   | Originalhörspiel/Erstauflage als „Limited Edition“ inkl. DVD                            |
| 51 | Blutsbande                        | Peter Mennigen      | 2015 | Ingo Römling      | Doppel-CD, enthält das Hörbuch Knochen                                                  |
| – | Gefangen im Spukschloss           | Simeon Hrissomallis | 2015 |                   | Sonder-Edition für Abonnenten und Sammler                                               |
| 52 | Der See der stummen Schreie       | Marc Freund         | 2015 |                   | Originalhörspiel                                                                        |
| 53 | Das blutige Zeichen der Hexe      | Bob Collins         | 2015 |                   |                                                                                         |
| 54 | Mit dem Grauen hart am Wind       | Andreas Masuth      | 2015 | Ertugrul Edirne   | Originalhörspiel                                                                        |
| 55 | Das Werkzeug des Bösen            | Bob Collins         | 2015 | Pujolar           |                                                                                         |
| 56 | Im Club der Satanstöchter         | Henry Quinn         | 2015 |                   |                                                                                         |
| 57 | Cargyro, der Schreckensdämon      | Earl Warren         | 2015 |                   |                                                                                         |
| 58 | Der Fluch des Werwolfs            | Bob Collins         | 2015 |                   |                                                                                         |
| 59 | Tagebuch des Grauens              | Henry Quinn         | 2015 |                   |                                                                                         |
| 60 | Hostile Area                      | Bodo Traber         | 2016 |                   | Originalhörspiel                                                                        |
| 61 | Der Satan aus der Gruft           | Earl Warren         | 2016 |                   |                                                                                         |
| 62 | Der Fluch des Geistes             | Bob Collins         | 2016 |                   |                                                                                         |
| 63 | Boten des Unheils                 | Earl Warren         | 2016 |                   |                                                                                         |
| 64 | Experiment des Wahnsinns          | E. M. Freeman       | 2016 |                   |                                                                                         |
| 65 | Turm des Schreckens               | Andrew Hathaway     | 2016 |                   |                                                                                         |
| 66 | Invasion des Grauens              | Frederic Sinclair   | 2016 |                   | Originalhörspiel                                                                        |
| 67 | Die Blumen des Bösen              | Bob Collins         | 2017 |                   |                                                                                         |
| 68 | Die Grotte des Entsetzens         | Andrew Hathaway     | 2017 |                   |                                                                                         |
| 69 | Die Nacht der Giganten            | Wolfgang Hohlbein   | 2017 |                   |                                                                                         |
| 70 | Strand des Grauens                | Frederic Sinclair   | 2017 |                   | Originalhörspiel                                                                        |
| 71 | Kalter Tod durch heiße Flocken    | Andrew Hathaway     | 2017 |                   |                                                                                         |
| 72 | Monster aus dem Eis               | Earl Warren         | 2017 |                   |                                                                                         |
| 73 | Vampire auf der Bohrinsel         | Bob Collins         | 2018 |                   |                                                                                         |
| 74 | Der Werwolf von Epprath           | G. Arentzen         | 2018 |                   |                                                                                         |
| 75 | Der Diamantengeist                | Andrew Hathaway     | 2018 |                   |                                                                                         |
| 76 | Kreuzfahrt in die Hölle           | Bob Collins         | 2018 |                   |                                                                                         |
| 77 | Die todbringende Nixe             | G. Arentzen         | 2018 |                   |                                                                                         |
| 78 | Meute des Satans                  | Wolfgang Hohlbein   | 2018 |                   |                                                                                         |
| 79 | Das Schloss der tausend Augen     | Bob Collins         | 2019 |                   |                                                                                         |
| 80 | Der Seelenfresser                 | Andreas Masuth      | 2019 |                   | Originalhörspiel                                                                        |
| 81 | Das unsichtbare Grauen            | Andrew Hathaway     | 2019 |                   |                                                                                         |
| 82 | Kathedrale des Todes              | Thomas Tippner      | 2019 |                   | Originalhörspiel                                                                        |
| 83 | Der Sklave des Magiers            | Bob Collins         | 2019 |                   |                                                                                         |
| 84 | Kampf um die Felsenkirche         | G. Arentzen         | 2019 |                   |                                                                                         |
| 85 | Zombie-Hölle Afrika               | Markus Topf         | 2020 |                   | Originalhörspiel                                                                        |
| 86 | Der Hexer mit den roten Augen     | Bob Collins         | 2020 |                   |                                                                                         |
| 87 | Land der lebenden Toten           | Markus Topf         | 2020 |                   | Originalhörspiel                                                                        |
| 88 | Das stille Volk                   | G. Arentzen         | 2020 |                   |                                                                                         |
| 89 | Die Welt der lebenden Toten       | Markus Topf         | 2020 |                   | Originalhörspiel                                                                        |
| 90 | Botin der Unterwelt               | Bob Collins         | 2021 |                   |                                                                                         |
| 91 | Todesschreie auf Herford Castle   | Andrew Hathaway     | 2021 |                   |                                                                                         |
| 92 | Der Dämon der Meere               | Bob Collins         | 2021 |                   |                                                                                         |
| 93 | Schinderhannes Rückkehr           | G. Arentzen         | 2021 |                   |                                                                                         |
| 94 | Henkersfrist bis Mitternacht      | Bob Collins         | 2021 |                   | Erschien am 30. Juli 2021                                                               |
| 95 | Großalarm – die Bestien kommen    | Hal W. Leon         | 2021 |                   | Erschien am 24. September 2021                                                          |
| 96 | Das Phantom von Xanten            | G. Arentzen         | 2021 |                   | Erschien am 19. November 2021                                                           |
| 97 | Hotel der lebenden Leichen        | Bob Collins         | 2022 |                   | Erschien am 28. Januar 2022                                                             |
| 98 | Ein Irrer jagt Rick Masters       | Andrew Hathaway     |      |                   |                                                                                         |
| 99 | Im Taumel des Irrsinns            | Bob Collins         |      |                   |                                                                                         |
| 100 | Der Fluch der Hungersteine        | Andreas Masuth      |      |                   |                                                                                         |
| 101 | Angriff der Todesvögel            | Frank Hammerschmidt |      |                   |                                                                                         |
| 102 | Horror-Urlaub                     | G. Arentzen         |      |                   |                                                                                         |
| 103 | Im Auftrag des Bösen              | Bob Collins         |      |                   |                                                                                         |
| 104 | Der Puppenmörder im Blutrausch    | Bob Collins         |      |                   |                                                                                         |
| 105 | Des Teufels-Riff                  | Frank Hammerschmidt |      |                   |                                                                                         |
| 106 | Düstermoor                        | Andreas Masuth      |      |                   |                                                                                         |
| 107 | Der Werwolfstein                  | G. Arentzen         |      |                   |                                                                                         |
| 108 | Im Bann der Todesglocke           | Jan de Horn         |      |                   |                                                                                         |
| 109 | Atoll der Dämonen                 | Thomas Tippner      |      |                   |                                                                                         |
| 110 | Die höllische Schrift             | Bob Collins         |      |                   |                                                                                         |
| 111 | Wendigo – Kreatur aus den Wäldern | Jack Mortimer       |      |                   |                                                                                         |
| 112 | Ritter, Tod und Teufel            | Andreas Masuth      |      |                   |                                                                                         |
| 113 | Das Seeweib von Minsen            | G. Arentzen         |      |                   |                                                                                         |
| 114 | Die Frequenz des Grauens          | Frank Hammerschmidt |      |                   |                                                                                         |
| 115 | Todesfalle der Monstertrolle      | Marjus Topf         |      |                   |                                                                                         |
| Anmerkungen: 1. 2. 3. 4. 5. 6. 7. 8. 9. 10. 11. 12. 13. 14. 15. 16. 17. 18. 19. 20. 21. 22. 23. 24. 25. 26. |                                   |                     |      |                   |                                                                                         |

### Sonderauflagen
- Die Erstauflage von Folge 10 erschien im Pappschuber mit einem Poster und Stickern als Zugabe.[2]
- Folge 40 erschien als Doppel-CD mit erweitertem Booklet, Pappschuber, Poster und Aufkleber.
- Die Erstauflage der Folge 50 erschien im Pappschuber inklusive Booklet mit erweitertem Umfang mit Comic und Poster sowie der DVD des Spielfilms Das Geheimnis des schreienden Schädels.
- Ohne Nummerierung erscheinen seit 2015 in unregelmäßigen Abständen einige Hörspiele auch exklusiv auf Vinyl-Schallplatte.